# 4299 WIYN
4299 WIYN è un asteroide della fascia principale. Scoperto nel 1952, presenta un'orbita caratterizzata da un semiasse maggiore pari a 2,2432118 UA e da un'eccentricità di 0,1718711, inclinata di 5,08566° rispetto all'eclittica.